# 杉冈邦由
杉冈邦由（日语：／ Sugioka Kuniyoshi，1942年2月10日—），日本男子跳高运动员。他曾参加1960年夏季奥运会、1964年夏季奥运会、1968年夏季奥运会和1972年夏季奥运会跳高比赛，还曾获得1962年亚洲运动会男子跳高冠军。